# La giungla del quadrato
La giungla del quadrato (The Square Jungle) è un film statunitense del 1955 diretto da Jerry Hopper.
È un film drammatico con Tony Curtis, che interpreta Eddie Quaid, un pugile che intende far uscire il padre alcolizzato di galera e diventa famoso come "Packy Glennon", Pat Crowley, nel ruolo di Julie Walsh, la fidanzata di Quaid, e Ernest Borgnine, nel ruolo dell'allenatore di Quaid.

## Trama
Pat Quaid è un buon uomo rimasto vedovo che vive a San Francisco e che  viene condannato a 20 giorni di prigione per aver partecipato ad una rissa mentre era ubriaco. Per tale motivo, suo figlio Eddie viene allontanato da Julie, la ragazza che ama, dal padre di costei. L'agente di polizia Jim McBride accetta di rilasciare Pat dietro il pagamento di una multa di 25 dollari ma Eddie non ha tutta la somma e, quindi, decide di partecipare ad un incontro di boxe per dilettanti e lo vince, intascando del denaro. McBride, che ha assistito al combattimento, è sorpreso dal talento di Eddie e lo aiuta a trovare un buon allenatore, l'esperto Bernie Browne. Il giovane apprende anche che suo padre era stato, in passato, un pugile di successo con lo pseudonimo di "Packy Glennon" e decide di assumere anche lui lo stesso nome, rendendo felice il suo genitore. Adesso Eddie è pronto ad iniziare la carriera di pugile professionista ma lo farà a condizione che suo padre smetta di bere. Tre anni dopo, Eddie ha fatto carriera nel mondo del pugilato ed  affronta il campione dei pesi medi Al Gorski, mandandolo al tappeto al terzo round e diventando il detentore del titolo mondiale. Durante il party di festeggiamento, viene raggiunto sia da Gorski che, lealmente, si complimenta con lui, che da Julie mentre è in compagnia di un'altra donna, Lorraine Evans. Eddie, memore di come il padre della ragazza lo aveva trattato, liquida l'ex fidanzata in modo scortese ma apprende subito dopo da Pat che il padre di Julie si è recentemente suicidato. Così, la insegue ma questa volta è lei a respingerlo. Grazie all'intervento di Pat, tuttavia, i due, poi, si riconciliano. Eddie continua a vincere sul ring ma diventa anche sempre più arrogante e sicuro di sé, così, quando deve di nuovo affrontare Gorski per la rivincita, perde l'incontro, non essendosi allenato adeguatamente. Gorski lo picchia duramente ed è grazie alla decisione di Tommy Dillon, l'arbitro, di fermare l'incontro che Eddie evita danni permanenti o, addirittura, la morte, ma invece di essergli grato, Eddie lo accusa di aver interrotto il match troppo presto. Nell'incontro successivo, tuttavia, Eddie picchia Gorski senza pietà e Dillon, questa volta non lo ferma. La folla disapprova Eddie quando lascia il ring mentre Gorski, privo di conoscenza, viene ricoverato in ospedale. Depresso, Eddie, trova rifugio nell'alcol e sparisce per alcuni giorni. Suo padre e il suo allenatore lo ritrovano in un motel e lo riportano a casa, senza che il giovane opponga resistenza. Ben presto, appare chiaro, che dopo il suo ultimo combattimento, il ragazzo è cambiato e non vuole più salire sul ring. L'intervento di suo padre, di McBride e di Julie, lo convincono ad andare ad assistere un incontro di boxe ma quando vede Gorski salire sul ring come ospite prima dell'inizio del match vorrebbe fuggire. Bernie lo costringe a restare e ad ascoltare le belle parole che Gorski rivolge a lui ed al pubblico. Così Eddie sale anch'egli sul ring e stringe la mano al suo ex avversario, riconciliandosi con lui e anche con il pubblico che lo applaude.

## Produzione
Il film, diretto da Jerry Hopper su una sceneggiatura di George Zuckerman, fu prodotto da Albert Zugsmith per la Universal International Pictures e girato negli Universal Studios a Universal City in California.

## Distribuzione
Il film fu distribuito negli Stati Uniti dal 30 dicembre 1955 al cinema dalla Universal Pictures.
Alcune delle uscite internazionali sono state:
- in Svezia il 5 marzo 1956 (Sista ronden)
- in Finlandia il 1º giugno 1956 (Kehäkuningas)
- in Germania Ovest il 29 giugno 1956 (Der Schläger von Chicago)
- in Austria nel gennaio del 1957 (Der Schläger von Chicago)
- in Grecia (Agapisa ton kindyno)
- in Venezuela (La selva de cuatro esquinas)
- in Italia (La giungla del quadrato)

## Critica
Secondo il Morandini il regista del film "non scansa i luoghi comuni in questo melodramma sulla corruzione nel mondo della boxe americana. Gli attori valgono più della convenzionale sceneggiatura.".